# 成德 (博爾濟吉特氏)
成德（18世纪？—1823年），博爾濟吉特氏，滿洲正黃旗人，清朝武官。

## 生平
乾隆四十七年，襲一等奉義侯。嘉慶十年，委散秩大臣，擔任廣州漢軍副都統。嘉慶十三年，以辦事大臣銜，擔任頭等侍衛；同年擔任哈密辦事大臣。嘉慶十八年，擔任正紅旗漢軍副都統。嘉慶十九年，擔任鑲藍旗護軍統領。同年擔任西安將軍。道光二年，擔任正黃旗蒙古副都統；署鑲白旗護軍統領、正白旗護軍統領、熱河都統。

## 家族
- 八世祖：恩格德爾
- 曾祖父：噶爾薩
- 祖父：英泰
- 父：安琳（亦做安林）
- 子：琦善（子）
- 孫：恭鏜
- 曾孫：瑞洵、瑞澂